# Anatololacerta anatolica
Anatololacerta anatolica е вид влечуго от семейство Гущерови (Lacertidae). Видът е незастрашен от изчезване.

## Разпространение
Разпространен е в Гърция и Турция.

## Описание
Популацията на вида е стабилна.